# Umbellula pallida
Umbellula pallida är en korallart som beskrevs av Lindahl 1874. Umbellula pallida ingår i släktet Umbellula och familjen Umbellulidae. Inga underarter finns listade i Catalogue of Life.